# 4407 Taihaku
4407 Taihaku è un asteroide della fascia principale. Scoperto nel 1988, presenta un'orbita caratterizzata da un semiasse maggiore pari a 2,7131261 UA e da un'eccentricità di 0,0591650, inclinata di 4,70742° rispetto all'eclittica.